# Die ideale Gattin
Die ideale Gattin è un film muto del 1913. Il nome del regista non viene riportato nei credit della pellicola, sceneggiata da Hanns Heinz Ewers e Marc Henry.
Fu uno dei primi film in cui apparve il nome di Paul Biensfeldt, noto attore teatrale berlinese.

## Produzione
Il film fu prodotto dalla Deutsche Bioscop GmbH.

## Distribuzione
Una copia restaurata della pellicola è stata presentata al Festival di Berlino il 10 febbraio 2000.